# Чудинов, Максим Валерьевич
Максим Валерьевич Чудинов (род. 25 марта 1990, Череповец, Вологодская область) — российский хоккеист, защитник. Трёхкратный обладатель Кубка Гагарина в составе СКА (2015, 2017) и «Авангарда» (2021), чемпион мира (2014). Заслуженный мастер спорта России.

## Клубная карьера
Воспитанник череповецкого хоккея. Начал профессиональную карьеру в 2006 году в составе череповецкой «Северстали». В первые годы изредка подключался к играм основного состава. Начиная с сезона 2009/10, стал незаменимым игроком. В 2010 году на драфте НХЛ Чудинов был выбран в 7-м раунде под общим 195-м номером клубом «Бостон Брюинз». 28 июня 2010 года, будучи одним из самых результативных защитников клуба, продлил контракт с командой ещё на два года.
В сезоне 2010/11 «Северсталь» впервые за время выступлений в КХЛ вышла в плей-офф, а Чудинов стал самым полезным игроком обороны, в 56 матчах набрав 25 (8+17) очков. На следующий год стал одним из самых результативных защитников лиги, записав на свой счёт 37 (9+28) баллов в 58 проведённых встречах. В том сезоне стал привлекаться к играм за сборную страны, благодаря чему к нему возрос интерес со стороны многих клубов КХЛ. 2 мая 2012 года права на Чудинова были переданы петербургскому СКА, который выплатил «Северстали» денежную компенсацию.
22 ноября 2022 года заключил контракт до конца сезона 2022/23 с московским «Спартаком».

## Карьера в сборной
В составе сборной России принимал участие в юниорских чемпионатах мира 2007 и 2008 годов, которые принесли ему золотые и серебряные медали. Принимал участие в молодёжных чемпионатах мира 2008, 2009 и 2010 годов, дважды став на этих турнирах бронзовым призёром. В составе взрослой сборной выступал на этапах Еврохоккейтура в сезоне 2011/12, в шести проведённых матчах не набрав ни одного очка. 25 мая 2014 года стал чемпионом мира, отметился 1 голевой передачей.

## Личная жизнь
Жена Екатерина. Дочь Александра (род.22. 06. 2017).

## Достижения
- Чемпион мира среди юниоров 2007.
- Серебряный призёр юниорского чемпионата мира 2008.
- Бронзовый призёр молодёжного чемпионата мира 2008.
- Бронзовый призёр молодёжного чемпионата мира 2009.
- Участник матча звёзд КХЛ 2012.
- Чемпион мира в составе сборной России 2014
- Обладатель Кубка Гагарина 2015.
- Обладатель Кубка Гагарина 2017.
- Обладатель Кубка Гагарина 2021.

## Статистика
| Легенда | Легенда                    | Легенда | Легенда                   | Легенда | Легенда    |
| ------- | -------------------------- | ------- | ------------------------- | ------- | ---------- |
| И       | Количество проведённых игр | Штр     | Штрафное время            | +/−     | Плюс-минус |
| Г       | Голы                       | П       | Голевые передачи          | О       | Очки       |
| -       | Статистика неизвестна      | —       | Статистика не учитывалась |         |            |